# Lorenzo Magalotti (cardinale)
Lorenzo Magalotti (Firenze, 1º gennaio 1584 – Ferrara, 19 settembre 1637) è stato un cardinale e vescovo cattolico italiano.

## Biografia
Appartenente a una famiglia dell'aristocrazia fiorentina, il cui più famoso membro sarà l'omonimo nipote (1637-1712) futuro segretario dell'Accademia del Cimento, studiò giurisprudenza alle Università di Perugia e Pisa, ottenendo la laurea in quest'ultima università.

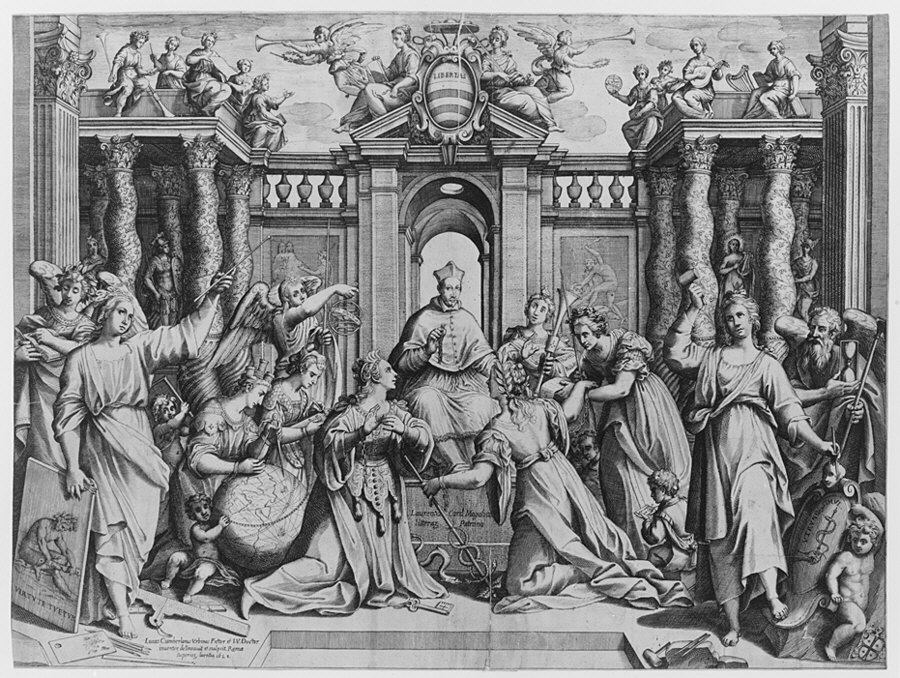
Luca Ciamberlano, Lorenzo Magalotti riceve l'omaggio delle scienze e delle arti Metropolitan Museum

Si trasferì a Roma nel 1608 dopo la morte del padre, e venne inviato a Bologna come vice del legato cardinale Maffeo Barberini, il futuro papa Urbano VIII, con cui peraltro si imparentò: un fratello di Maffeo Barberini sposò infatti una sorella di Lorenzo Magalotti. In seguito Lorenzo Magalotti fu nominato da papa Paolo V governatore di Ascoli Piceno e vicelegato di Viterbo. Nel 1621, sotto papa Gregorio XV (nipote di Gregorio XV) fu nominato commissario generale di tutto lo stato pontificio, e l'anno successivo segretario della Sacra Consulta.
Urbano VIII lo innalzò al rango di cardinale diacono di Santa Maria in Aquiro nel concistoro 7 ottobre 1624 e poi (1628) di cardinale presbitero dei Santi Giovanni e Paolo. Dal 1624 al 1628 fu segretario di Stato di Urbano VIII. Fu il primo cardinale a usare i fiocchi rossi ai cavalli, mentre prima i cardinali li portavano neri.
Nel 1628 fu nominato vescovo di Ferrara, città dove si recò subito per prestare aiuto a causa della peste e della carestia (il 1628 è l'anno dell'epidemia di peste descritta nei Promessi Sposi). Non ritornò più a Roma: a Ferrara, dove convocò un importante sinodo, fu molto assiduo nel visitare frequentemente la diocesi.

## Genealogia episcopale e successione apostolica
La genealogia episcopale è:
- Cardinale Guillaume d'Estouteville, O.S.B.Clun.
- Papa Sisto IV
- Papa Giulio II
- Cardinale Raffaele Sansone Riario
- Papa Leone X
- Papa Clemente VII
- Cardinale Antonio Sanseverino, O.S.Io.Hieros.
- Cardinale Giovanni Michele Saraceni
- Papa Pio V
- Cardinale Innico d'Avalos d'Aragona, O.S.Iacobi
- Cardinale Scipione Gonzaga
- Patriarca Fabio Biondi
- Cardinale Michelangelo Tonti
- Arcivescovo Volpiano Volpi
- Cardinale Lorenzo Magalotti

La successione apostolica è:
- Cardinale Stefano Durazzo (1635)